# Timo Mäkinen
Timo Mäkinen (Helsinki, 18. ožujka 1938.) je finski umirovljeni vozač automobilskih relija. 
Mäkinen je nastupao na utrkama svjetskog prvenstva u reliju (WRC) od 1973. do 1981. Ukupno je zabilježio 38 nastupa na WRC utrkama, 4 pobjede, dok je 7 puta završio na pobjedničkom podiju. Proslavio se trima uzastopnim pobjedama na reliju RAC i četirima na Reliju 1000 jezera. Godine 1973. je četvrtom pobjedom na Reliju 1000 jezera postao prvi Finac koji je pobijedio na WRC-ovom krugu natjecanja.
Prije ere WRC pobijedio je na Reliju Monte Carlo 1965. i Reliju Finska iste godine, kao i sljedeće dvije. Status legende zaradio kada je 1967. izišla u novinama fotografija njega vozeći Mini Cooper S, s podignutim poklopcem motora, vireći kroz otvoren prozor. Naime na tom brzincu poklopac motora automobila nije bio dobro pričvršćena, te se je tijekom vožnje otvorio, a on je glavu pokušao progurati kroz otvoren prozor na vratima, što mu nije u potpunosti uspjelo zbog kacige koja mu je dozvoljavala da progura samo dio glave kroz prozor.    
Timo Mäkinen bio je i prvi vozač relija za kojeg je upotrebljen nadimak "Leteći Finac".

## Međunarodne pobjede
- 1964. Tulipanski reli (Mini Cooper S)
- 1965. Reli u Monte Carlu (Mini Cooper S)
- 1965. Reli 1000 jezera (Mini Cooper S)
- 1966. Reli 1000 jezera (Mini Cooper S)
- 1966. Reli tri grada (Mini Cooper S)
- 1967. Reli 1000 jezera (Mini Cooper S)
- 1972. Hongkonški reli (Ford Escort RS1600)
- 1973. Arktički reli (Ford Escort RS1600)
- 1973. Reli 1000 jezera (Ford Escort RS1600)
- 1973. RAC Rally (Ford Escort RS1600)
- 1974. RAC Rally (Ford Escort RS1600)
- 1974. Reli Bjelokosna obala (Ford Escort RS1600)
- 1975. RAC Rally (Ford Escort RS1800)
- 1976. Reli Bjelokosna obala (Peugeot 504 V6)

## Vanjske poveznice
- Helsingin Sanomat  Arhivirana inačica izvorne stranice od 6. lipnja 2014. (Wayback Machine) Fotografija s Mäkinenom gdje vozi otvorena poklopca